# Waziri (tribu fictive)
 Les Waziris sont une tribu africaine fictive créée par Edgar Rice Burroughs dans ses romans mettant en scène Tarzan. L'auteur les décrit comme les plus grands guerriers d'Afrique, bien que peu nombreux. Ils sont craints par les marchands d'ivoire et d'esclaves arabes ainsi que par les tribus cannibales, et sont présents de l'Afrique de l'Ouest à l'Afrique de l'Est. Les Waziris apparaissent également dans d'autres médias inspirés des romans.

## Origine du nom

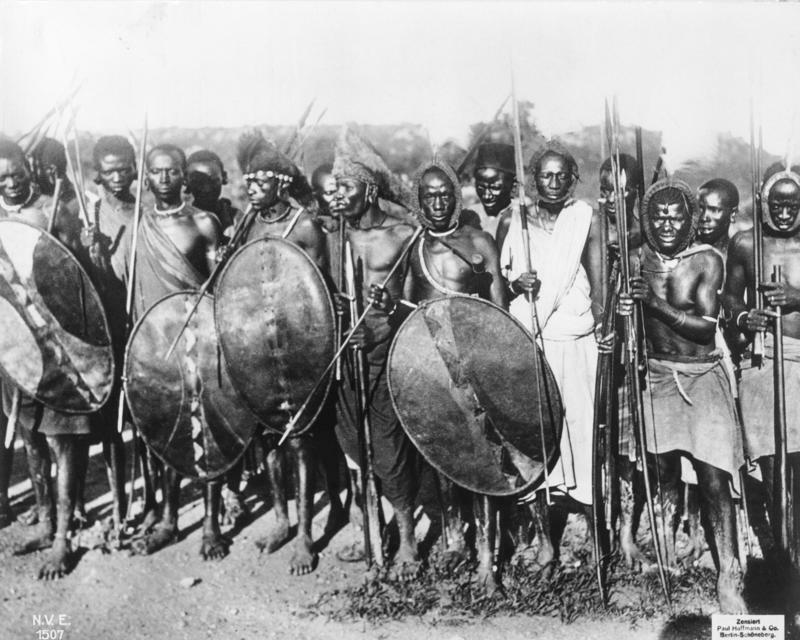
Peuple Nyamwezi en Afrique orientale allemande, 1914

Selon David Arthur Adams, Burroughs a peut-être inventé le nom « Waziri » sur la base de deux groupes africains historiques : « Le tristement célèbre négrier, Tippu-Tib, qui accompagnait Henry Morton Stanley sur une partie de son voyage, employait les Wangwana (le nom des habitants de l'Ouganda) et les Wanyamwizi (de Tanzanie) pour l'aider à rassembler les esclaves. Le nom Waziri pourrait très probablement être l'une des juxtapositions de noms d'ERB, et, encore une fois, l'inversion des alliances serait une pratique normale dans ses écrits ».

## Le Waziri tel que représenté par Burroughs

### Localisation en Afrique de l'Ouest
Dans Le Retour de Tarzan (écrit en 1913) Tarzan retourne dans sa jungle natale, que le premier roman où il apparaît, Tarzan chez les singes, situe sur la côte de l'Angola. Mais il a changé. Auparavant, ses relations avec les indigènes étaient violentes et conflictuelles, marquées par la mort de la guenon Kala (en), sa mère adoptive, aux mains d'un chasseur indigène. Mais depuis, il a fait l'expérience de l'humanité sous toutes ses formes. Alors, lorsqu'il rencontre un guerrier noir, au lieu de le tuer, il le sauve de Numa, le lion. Le guerrier, Busuli, est membre de la tribu Waziri. Tarzan découvre qu'ils sont cultivés et méprisent les cannibales comme la tribu contre laquelle il avait fait la guerre par intermittence dans sa jeunesse. Tarzan est accepté comme membre de la tribu après leur avoir enseigné une nouvelle méthode pratique de chasse à l'éléphant. Ces deux chasses sont les seuls cas connus où il a tué Tantor (en) l'éléphant.
Lorsque des marchands d'ivoire arabes et leurs esclaves cannibales attaquent le village Waziri, causant la mort du vieux chef (également nommé Waziri) et de nombreux autres, Tarzan prend les devants, empêchant l'incendie du village et vainquant les Arabes grâce à une guérilla efficace, les tuant un par un. Tarzan devient alors le nouveau chef de la tribu et, dès lors, ces nobles guerriers noirs partagent son sort. Les Waziri l'emmènent à leur trésor secret, la cité perdue d'Opar, qu'ils ont découverte à l'époque du défunt chef Chowambi, père de Waziri.
Tarzan quitte l'Afrique et les Waziri pour l'Angleterre à la fin du Retour de Tarzan. Mais le lecteur apprend dans le livre suivant où il apparaît, un roman de Burroughs qui ne fait pas partie du cycle de Tarzan L'Amant éternel (en) (1914), qu'il a établi un domaine avec son épouse Jane Porter à Uziri. Le site est présenté comme situé en Afrique équatoriale, au pays des Waziri. Au sud, celui-ci s'étend jusqu'à une chaîne de montagnes escarpées. À ses pieds s'étale une vaste plaine où abondent antilopes, zèbres, girafes, rhinocéros, éléphants, lions, léopards, hyènes et buffles.
Les Waziri sont mentionnés, mais n'apparaissent pas dans le livre suivant de Tarzan, Tarzan et ses fauves (1914). On sait qu'il le quitte et s'installe à Londres pour échapper aux désagréments et aux dangers de la saison des pluies. Cependant, au cours de l'aventure, Tarzan rencontre un guerrier indigène, Mugambi, chef des Wagambi du fleuve Ugambi, qu'il invite à rejoindre les Waziri à la fin. Il est ensuite démontré qu'il l'a fait.
Dans Le Fils de Tarzan (1915), les Waziri apparaissent comme des disciples indigènes de Tarzan, pour la plupart anonymes, et ne sont pas nommés en tant que tribu. L'un d'eux, Muviri, est vraisemblablement le même personnage que le Muviro (en) des livres ultérieurs.

### En transition
Bien que Burroughs ne relate pas l'événement, il est évident qu'entre Tarzan et ses fauves (où le pays waziri d'Uziri est mentionné pour la dernière fois) et Tarzan l'Indomptable (1919), la tribu déménage avec Tarzan vers une nouvelle plantation située à l'est du lac Victoria, en Afrique orientale britannique (aujourd'hui connue sous le nom de Kenya). Ce déplacement a probablement lieu entre les livres intermédiaires, Le Fils de Tarzan et Tarzan et les Joyaux d'Opar (1916). Alors que le protagoniste du Fils de Tarzan pénètre en Afrique près de la côte ouest, « légèrement en dessous de l'équateur », la plantation qui y est représentée est vraisemblablement celle d'origine. Dans Tarzan et les Joyaux d'Opar, la proximité de la plantation avec le Congo belge est compatible avec les deux localisations, mais l'intervention de soldats abyssins venus du nord semble indiquer un contexte est-africain. La présence importante dans les deux livres de pillards arabes venus de la côte est-africaine ne fixe pas le contexte, car historiquement, ceux-ci sillonnaient largement le sud de l'Afrique centrale et attaquaient d'ailleurs les Waziris dans leur pays d'origine dès Le Retour de Tarzan[réf. nécessaire].

### Localisation en Afrique de l'Est
À l'époque de Tarzan et Les Joyaux d'Opar, Basuli (probablement le Busuli du Retour de Tarzan) est chef de la tribu sous Tarzan. Mugambi, des Tarzan et ses fauves, étant présenté comme un guerrier de premier plan. L'organisation des Waziri est passée d'un système tribal à un système plus féodal [réf. nécessaire]. Ils vivent avec Tarzan et Jane dans leur plantation, leurs membres s'occupant de la cuisine et du ménage, et même de la roseraie de Jane. Ils n'appellent plus Tarzan « Roi des Waziri », mais plutôt « Grand Bwana », tandis qu'il les appelle ses « enfants » : « ...et si le cœur du Grand Bwana n'était pas rempli d'amour pour ses enfants noirs ».
Les Waziri subissent un revers majeur dans Tarzan et les Joyaux d'Opar lorsqu'un grand nombre de leurs jeunes hommes accompagnent Tarzan dans une expédition visant à récupérer davantage de richesses auprès d'Opar. En leur absence, la plupart des guerriers restés sur place pour protéger le domaine sont massacrés lors d'un raid arabe et la plantation est incendiée. Quelques membres de l'expédition périssent également. La plantation est reconstituée à la fin du livre.
À l'époque de Tarzan l'Indomptable, le domaine et les Waziri se trouvent définitivement en Afrique de l'Est. Une fois de plus, le premier est détruit et les seconds massacrés, cette fois par des pillards allemands venus du Tanganyika, au début de la Première Guerre mondiale. Parmi les Waziri qui périssent lors du raid figure le guerrier Wasimbu, fils de Muviro, crucifié, ainsi que vraisemblablement Basuli et Mugambi, absents de ce roman et de tous les romans ultérieurs. À l'époque de Tarzan et le Lion d'or, les survivants des Waziri, sous la direction du « Vieux Muviro », ont reconstruit le bungalow principal et les autres bâtiments détruits pendant la guerre. Un autre survivant est Usula, dont on apprend qu'il est parti à Londres dans son enfance comme serviteur de Tarzan ; il a ainsi appris l'anglais couramment. Usula réapparaît dans le roman suivant, Tarzan et les Hommes-Fourmis.
Dans les romans ultérieurs, à commencer par Tarzan et l'Empire oublié (en) (1927), Muviro est décrit comme le sous-chef des Waziri sous Tarzan. Lui et ses guerriers apparaissent sporadiquement dans les livres suivants. Ils accompagnent Tarzan au royaume souterrain de Pellucidar dans Tarzan au cœur de la Terre (1929) et apparaissent dans sa suite, Retour à l'âge de pierre (1937), qui ne fait pas partie du cycle de Tarzan, mais de celui de Pellucidar, du même auteur. Ils apparaissent également dans Tarzan l'Invincible (en) (1930), Tarzan triomphe (en) (1931) et Tarzan et les Immortels (en) (1935), dans lequel la recherche de Muviro pour sa fille perdue Buira constitue une intrigue secondaire importante de l'action principale. On les retrouve également dans Tarzan le Magnifique (1936), dans lequel un autre guerrier, Waranji, est nommé, et la nouvelle Tarzan et le Champion (1940), qui fait partie du recueil Tarzan et les Naufragés.

### Waziri nommé dans les romans
- Buira, fille de Muviro, qui a disparu et fut recherchée par son père.
- Busuli, guerrier qui présente Tarzan à la tribu. Plus tard, il deviendra sous-chef de Tarzan, en supposant qu'il soit le même que « Basuli », qui apparaît dans ce rôle. Basuli est vraisemblablement mort lors du raid allemand sur la plantation Greystoke pendant la Première Guerre mondiale.
- Chowambi, chef de la tribu avant Waziri, son fils.
- Mugambi, à l'origine chef de la tribu Wagambi d'Ugambi ; à l'invitation de Tarzan, il rejoignit les Waziri comme guerrier. Mugambi est vraisemblablement mort lors du raid allemand sur la plantation Greystoke pendant la Première Guerre mondiale.
- Muviro (en), un vieux guerrier waziri qui connaissait Tarzan « autrefois », supposant qu'il soit le même que « Muviri », qui est présenté dans ce rôle. Plus tard, il devint sous-chef de Tarzan, succédant à Basuli. Père de Wasimbu et de Buira.
- Tarzan, chef de la tribu, succédant à Waziri après son décès. Également connu initialement sous le nom de Waziri.
- Usula, un Waziri parti à Londres dans sa jeunesse comme serviteur de Tarzan, apprit ainsi un anglais courant. Il retourna ensuite en Afrique et servit sur la plantation de Greystoke.
- Waranji, un guerrier.
- Wasimbu, un guerrier fils de Muviro qui a été crucifié à mort par les Allemands qui ont attaqué la plantation Greystoke pendant la Première Guerre mondiale.
- Waziri, chef de la tribu, succédant à Chowambi, son père. De toute évidence, chaque chef prend le nom de la tribu comme sien. (Tarzan, le successeur de Waziri, est aussi initialement appelé « Waziri » par ses compatriotes.) On suppose que ce titre n'est utilisé que pour le chef actuel, les chefs précédents, comme Chowambi, étant désignés par leur nom d'origine à leur décès. Le nom de ce « Waziri » n'est pas mentionné dans les romans.

## Les Waziri dans d'autres médias
Les Waziri réapparaissent dans les bandes dessinées de Tarzan, avec un rôle identique à celui qu'ils incarnent dans les livres de Burrough. Dans d'autres médias, leur représentation varie.
Dans le film de 1952, Tarzan défenseur de la jungle (en), qui reprend certains éléments du Retour de Tarzan. Les Waziri (appelés ici Wazuri) sont une tribu auprès de laquelle le père de Tarzan avait exercé son ministère en tant que missionnaire avant de mourir et de laisser Tarzan orphelin. Le méchant Rokov piège Tarzan et Jane pour qu'ils le conduisent jusqu'à la tribu, dans le but de la dépouiller de son immense trésor de diamants.
Dans le film Tarzan et la Cité perdue de 1998, qui reprend des éléments du Retour de Tarzan et de Tarzan et ses fauves, Mugambi apparaît sous l'orthographe alternative de Mugambe, dans le rôle d'un sorcier. Il prévient Tarzan, apparemment par télépathie, d'une expédition de chasseurs de trésors à la recherche de la cité perdue d'Opar, qui ravage le pays natal de Tarzan.
Dans la série télévisée Disney de 2001, La Légende de Tarzan, les Waziri sont une tribu forestière amicale mais non subordonnée à Tarzan, étudiée par Archimedes Q. Porter, le père de Jane, et l'anthropologue irlandais Robin Doyle. La tribu est dirigée par le chef Keewazi, fonctionnellement identique au chef Waziri du Retour de Tarzan. Le Basuli des romans apparaît comme son fils têtu, préparé pour devenir le prochain chef, et Muviro, comme un guerrier Waziri malveillant, jaloux de Basuli et hostile aux étrangers. Muviro tente de tuer Basuli et Tarzan pour devenir lui-même le prochain chef, mais sa trahison est révélée et il est banni de la tribu. La tribu dans son ensemble est menacée lors de sa première apparition par les eaux usées toxiques d'une exploitation minière illégale. Curieusement la reine La (en) d'Opar est dépeinte comme une ancienne Waziri.
Dans le film de 2016 La Légende de Tarzan, les Waziri sont recréés dans le rôle des Kuba, une tribu où le père de la jeune Jane Porter avait servi comme missionnaire. Elle y avait amené Tarzan, gravement blessé, après qu'il l'eut sauvée d'une attaque de singes. Le nom tribal Kuba dérive vraisemblablement du royaume historique congolais Kuba. Dans le film, Muviro apparaît comme le chef de la tribu et un ancien bienveillant, comme dans les romans. C'est un homme instruit et lettré qui parle couramment plusieurs langues. Il accueille Tarzan et Jane, désormais mariés, au village Kuba après leur longue absence en Angleterre. Lui et d'autres membres de la tribu sont ensuite tués lors d'un raid de Léon Rom et de ses mercenaires ; plusieurs des guerriers restants rejoignent ensuite Tarzan et son compagnon George Washington Williams dans une quête de vengeance contre Rom. Les Kuba sont décrits comme étant aussi experts en art de la jungle que Tarzan.
Dans le livre de 2016 Une histoire naturelle de la moralité humaine, Michael Tomasello utilise ce nom pour désigner une tribu hypothétique il y a environ 150 000 ans et explique quel rôle les coutumes culturelles joueraient dans l'évolution de la moralité objective.

## Analyse
La représentation des Waziri dans les romans de Tarzan est positive et peut être perçue comme celle d'un stéréotype du « bon sauvage ». Toutefois, cette représentation a également été critiquée comme illustrant « en miniature, certaines versions de l'impérialisme et du néocolonialisme libéral. Elle met en œuvre un fantasme de supériorité occidentale volontairement reconnue et récompensée par les « autochtones », typique des écrits occidentaux sur l'Afrique... [Tarzan] établit d'abord sa fraternité, puis sa royauté... et enfin sa domination bienveillante [sur les Waziri] ».